# Tipo (Odisha)
Tipo es una ciudad censal situada en el distrito de Angul en el estado de Odisha (India). Su población es de 2981 habitantes (2011). Se encuentra a orillas del río Brahmani, a 125 km de Bhubaneswar, y a 115 km de Cuttack.

## Demografía
Según el censo de 2011 la población de Tipo era de 2981 habitantes, de los cuales 1576 eran hombres y 1405 eran mujeres. Tipo tiene una tasa media de alfabetización del 85,65%, superior a la media estatal del 72,87%: la alfabetización masculina es del 91,60%, y la alfabetización femenina del 79%.